# Gruppo di NGC 741
Il Gruppo di NGC 741 comprende almeno tre galassie situate nella costellazione dei Pesci. La distanza media tra il centro di massa di questo gruppo e la nostra Via Lattea è di 237 milioni di anni luce (72,7 Mpc).

## Membri
Le tre galassie componenti il gruppo, indicate nell'articolo di Abraham Mahtessian del 1998 sono:
| Nome      | Classificazione | Tipo      | RA (J2000.0)  | DEC (J2000.0) | Velocità radiale (km/s) | Magnitudine apparente | Distanza (Mpc) | Dimensioni (kal) |
| --------- | --------------- | --------- | ------------- | ------------- | ----------------------- | --------------------- | -------------- | ---------------- |
| NGC 741   | E0?             | Ellittica | 01h 56m 21.0s | 05° 37′ 44″   | 5561 ± 17               | 11,1                  | 76,8 ± 5,4     | 207              |
| NGC 706   | Sbc             | Spirale   | 01h 51m 50.5s | 06° 17′ 49″   | 4980 ± 5                | 12,5                  | 69,4 ± 4,9     | 98               |
| UGC 1395* | SA(rs)b         | Spirale   | 01h 55m 22.0s | 06° 36′ 43″   | 5163 ± 10               | 12,35 ± 0,03          | 72,0 ± 5,1     | 99               |

- Indicata come 0152+0621 (CGCG 0152.7+0621) nell'articolo di Mahtessian.

Il sito DeepskyLog permette di trovare agevolmente le costellazioni in cui si trovano le galassie; in alternativa si possono utilizzare le coordinate delle galassie per individuarle. Se non altrimenti indicato, le coordinate sono quelle fornite dal sito NASA/IPAC (National Aeronautics and Space Administration / Infrared Processing and Analysis Center).